# حزازيات سبخية
الحزازيات السبخية أو الحزازيات المستنقعية (الاسم العلمي: Sphagnopsida) هي طائفة من النباتات الحزازية.

## التصنيف
- الإسفغنونيات
  - الإسفغنونية
    - الإسفغنون